# 마이클 로젠바움
마이클 로젠바움(Michael Rosenbaum, 1972년 7월 11일 ~ )은 미국의 배우이다.

## 출연 작품

### 드라마
- 코난 오브라이언 (Late Night with Conan O'Brien, 원제:"암스테르담 키즈 (The Amsterdam Kids)")
- 링키 딩키 쇼 (The Rinky Dinky Show, 우정출연)
- 잭 앤드 제인 (Zoe, Duncan, Jack and Jane (1999년~2000년) (역할:잭 (Jack))
- 스몰빌 (Smallville, 2001년, 한국어 성우:안지환)

### 영화
- 가든 오브 굿 앤드 에빌 (Midnight in the Garden of Good and Evil, 1997년)
- 마이 엑스보이프렌즈 (The Day I Ran Into All My Ex-Boyfriends, 1997년)
- 어번 레전드 (Urban Legend, 1998년)
- 아이볼 에디 (Eyeball Eddie, 2000년)
- 레이브 맥베스 (Rave Macbeth, 2001년)
- 스위트 노벰버 (Sweet November, 2001년)
- 풀홀 정키스 (Poolhall Junkies, 2001년)
- 소로리티 보이스 (Sorority Boys, 2002년)
- G스포트 (G-S.P.O.T., (2002년)
- 브링잉 다운 더 하우스 (Bringing Down the House, 2003년)
- 커스드 (Cursed, 2005년)
- 레이싱 스트라이프스

### 애니메이션
- 배트맨 비욘드 (Batman Beyond, 1999년~2001년)(역할 : Agent West)
- 저스티스 리그 (Justice League, 2001년~2004년) (역할 : 플래시)
- 저스티스 리그 언리미티드 (Justice League Unlimited, 2004년)
- 제타 프로젝트 (The Zeta Project, 2001년~2002년) (역할 : Agent West)
- 스태틱 쇼크 (Static Shock 2000-2004년, 트래퍼 (Trapper), 시리즈 1편, 2편과 4편 (복귀))
- 재키 찬 어드벤처 (Jackie Chan Adventures, 2000년~2005년) (역할:드라고 (Drago))
- 틴 타이탄 (Teen Titans, 2005년) (역할 : 키드플래시)
- 베트맨 비욘드 (극장판) (Batman Beyond: Return of the Joker, 2000년) (역할:구울 (Ghoul))